# Ophichthus remiger
Ophichthus remiger är en fiskart som först beskrevs av Valenciennes, 1837.  Ophichthus remiger ingår i släktet Ophichthus och familjen Ophichthidae. IUCN kategoriserar arten globalt som livskraftig. Inga underarter finns listade i Catalogue of Life.